# Mikael Adżapahjan
Mikael Adżapahjan – duchowny Apostolskiego Kościoła Ormiańskiego, od 2001 biskup Szirak. Sakrę otrzymał 30 września 2001 roku..